# Trachurus declivis
Trachurus declivis is een straalvinnige vis uit de familie van horsmakrelen (Carangidae) en behoort derhalve tot de orde van baarsachtigen (Perciformes). De vis kan een lengte bereiken van 64 cm. De hoogst geregistreerde leeftijd is 25 jaar. 

## Leefomgeving
Trachurus declivis komt in zeewater en brak water voor. De vis prefereert een gematigd klimaat en leeft hoofdzakelijk in de Grote Oceaan. De diepteverspreiding is 0 tot 460 m onder het wateroppervlak. 

## Relatie tot de mens
Trachurus declivis is voor de visserij van groot commercieel belang. In de hengelsport wordt er weinig op de vis gejaagd. 
Voor de mens is Trachurus declivis ongevaarlijk.